# ألفريدو سترويسنر
ألفريدو سترويسنر ماتياودا (Alfredo Stroessner Matiauda)، -وكذلك Strössner أو Strößner- (ولد في 3 من نوفمبر 1912م - 16 من أغسطس 2006م)، كان ضابطًا في جيش باراغواي ورئيس الدولة من 1954م وحتى 1989م. وقد احتلت فترة حكمه الطويلة المركز الخامس عشر من بين أطول رؤساء الدول غير الملكيين حكمًا على الإطلاق.

## فترة رئاسته
وقد اعترض سترويسنر على خطط فريدريكو شافيز بتسليح الشرطة الوطنية، فطرده من مكتبه في انقلاب مايو 1954. وبعد فترة رئاسية مؤقتة بقيادة Tomás Romero (توماس روميرو)، كان سترويسنر المرشح الوحيد في انتخابات خاصة في الحادي عشر من يوليو لإكمال فترة شافيز الرئاسية. ثم أُعيد انتخابه سبع مرات: في 1958م، و1963م، و1973م، 1983م، و1988م. ولم يكن أمامه أي مرشح آخر 1958م. أما في مرات انتخابه الأخرى، كان يفوز بفارق كبير بصورة غير معقولة، وكانت المعارضة محظوظة بحيث اعتادت أن تحصل على 20 في المائة من الأصوات. وامتدت فترة رئاسته إلى 35 عامًا، بحيث كانت فترة حكمه هو وفيدل كاسترو أطول فترات الحكم في أمريكا اللاتينية بأكملها.

## سقوطه
في أبريل 1987م، رفع سترويسنر حالة الحصار كجزء من دعايته الانتخابية في الربيع التالي. بالرغم من ذلك، ظلت العديد من القوانين الأمنية الوحشية سارية، بمعنى أن جوهر حالة الحصار (إن لم يكن الشكل العام لها) ظل مطبقًا. وظلت الحالة كما هي لما يزيد عن ثلاثة عقود كاملة، ظلت المعارضة تتعرض للاعتقال القهري، وتعرضت اجتماعاتها ومظاهراتها إلى الفض العنيف (وأحيانًا بوحشية). وجديرٌ بالذكر أن كولورادوس قد رشح سترويسنر مرة أخرى، وكان المرشح الوحيد الذي سُمح له بالترويج لحملته الانتخابية بدون تدخل على الإطلاق. وفي ظل هذه الظروف، لم تختلف انتخابات فبراير من عام 1988م عن سابقاتها، فقد حصد سترويسنر رسميًا 89 في المائة من الأصوات-وهي نسبة اعتبرها المنافسون نسبة خرافية لم تكن لتتحقق إلا من خلال حملة تزوير ضخمة.
وفي الثالث من فبراير، بعد مرور ستة أشهر فحسب من حلفان اليمين لمدته الثامنة الكاملة، أٌطيح بسترويسنر في انقلابٍ دموي قاده الجنرال Andrés Rodríguez (أندريه رودريجيز). وكان أحد أسباب الانقلاب خوف الجنرالات من أن يخلفه ذريته. وذلك نظرًا لأن ابنيه الاثنين، فريدي، الذي كان مدمنًا للكوكايين وجوستافو، الذي كان طيارًا، مكروهان كونهما شاذين جنسيًا. وقد انتشرت شائعة أجنبية تقول بأن Lino Oviedo (لينو أوفيدو) قد هدد رودريجيز بقنبلة يدوية إذا لم يقم بالانقلاب. وقد خاض الجنرالان رودريجيز وأوفيديو معًا معركة مدفعية قصيرة مع أسونسيون.
وبعد الانقلاب، هرب سترويسنر إلى البرازيل، حيث عاش في المنفى حوالي سبعة عشر عامًا ونصف.
توفى سترويسنر في 16 من أغسطس عام 2006م، في برازيليا عن عمرٍ يناهز 93 عامًا. وقد كان السبب المباشر لوفاته هو إصابته بـ سكتة دماغية. فقد كان يعاني من التهاب رئوي بعد أن أجرى عملية فتاق. رفضت حكومة باراغواي بشكل استباقي أي مقترحات لتكريم الرئيس السابق داخل باراغواي. وقد حاول العودة إلى باراغواي قبل وفاته، ليموت في وطنه، لكنه تعرض للتوبيخ والتهديد بالاعتقال من الحكومة.

## كتابات أخرى
- Lewis، Paul H. (1980). Paraguay Under Stroessner. Chapel Hill: University of North Carolina Press. ISBN:0-8078-1437-7.
- Miranda، Carlos R. (1990). Stroessner Era: Authoritarian Rule in Paraguay. Boulder: Westview Press. ISBN:0-8133-0995-6.

## وصلات خارجية
- ألفريدو سترويسنر على موقع الموسوعة البريطانية (الإنجليزية)
- ألفريدو سترويسنر على موقع مونزينجر (الألمانية)
- ألفريدو سترويسنر على موقع إن إن دي بي (الإنجليزية)
- Obituary at BBC News
- Paraguay's archive of terror
- The Presidential Papers of Dwight D. Eisenhower Official letter to President Stroessner (1959)
- Paraguay seeks Stroessner return
- Obituary in The Guardian
- Alfredo Stroessner, 93, Old-Style Military Dictator of Paraguay
- Obituary in The Economist
- New York Times: Stroessner, Paraguay’s Enduring Dictator, Dies
- Gen. Alfredo Stroessner, Colorful Dictator of Paraguay for 35 Years, Dies in Exile at 93